# Dianthus plumarius
El clavel coronado, clavelina de pluma o clavellina de pluma (Dianthus plumarius) es una especie del género Dianthus. 

## Taxonomía
Dianthus plumarius fue descrita por Carlos Linneo y publicado en Species Plantarum 1: 411. 1753.
Etimología
Dianthus: nombre genérico que procede de las palabras griegas Diós («de Zeus») y anthos («flor»), y ya fue citado por el botánico griego Teofrasto.
plumarius: epíteto latíno que significa "emplumado".
Variedades
Existen tres variaciones de subespecies:
- Dianthus plumarius subsp. lumnitzeri (Wiesb.) Domin
- Dianthus plumarius subsp. praecox (Willd. ex Spreng.) Domin
- Dianthus plumarius subsp. regis-stephani (Rapaics) Boksay

Sinonimia
- Caryophyllus plumarius Moench
- Cylichnanthus plumarius Dulac
- Dianthus blandus (Rchb.) Hayek
- Dianthus dubius Hornem.
- Dianthus hoppei Port. ex Hayek
- Dianthus hortensis Schrad. ex Willd.
- Dianthus neilreichii Hayek
- Dianthus odoratus Vest ex Steud.
- Dianthus plumarius var. blandus Rchb.
- Dianthus plumarius subsp. plumarius
- Dianthus portensis Libosch. ex Ser.
- Silene plumaria E.H.L.Krause[4]